# Prüfungsamt für die notarielle Fachprüfung bei der Bundesnotarkammer
Die Prüfungsamt für die notarielle Fachprüfung bei der Bundesnotarkammer ist eine nach § 7 g der Bundesnotarordnung (BNotO) eingerichtete selbständige fachlich unabhängige und selbständige Verwaltungseinheit bei der Bundesnotarkammer in Berlin.

## Struktur
Die Aufgabenkommission bei dem Prüfungsamt bestimmt die Aufgaben für die schriftliche Prüfung, entscheidet über die zugelassenen Hilfsmittel und erarbeitet Vorschläge für die mündliche Prüfung. Sie setzt sich aus Notaren und Angehörigen der Justiz zusammen.
Prüfer können neben Notaren (auch außer Dienst) außerdem Richter sowie Beamte (auch nach Eintritt in den Ruhestand) und Dritte mit der Befähigung zum Richteramt werden.
Die Fachaufsicht übt gem. § 7 g Abs. 5 Satz 2 BNotO der Verwaltungsrat bei dem Prüfungsamt aus.

## Leitung
- Leiter des Prüfungsamtes: Carsten Wolke
- Ständiger Vertreter des Leiters: Thilo Lohmann

Die Leitung des Prüfungsamts sorgt für dessen ordnungsgemäßen Geschäftsbetrieb einschließlich der Organisation der Prüfungen. Sie vertritt das Amt im Verwaltungs- sowie im gerichtlichen Verfahren.